# برنارد أوبراين (فيلسوف)
برنارد أوبراين (بالإنجليزية: Bernard O'Brien)‏ هو فيلسوف نيوزيلندي، ولد في 9 ديسمبر 1907، وتوفي في 3 يناير 1982.